# デューン (香水)
デューン（仏: Dune）は、パルファン・クリスチャン・ディオール（en:Parfums Christian Dior）から1991年に発売された女性用の香水である。
調香師のジャン・ルイ・シュザック（Jean-Louis Sieuzac）とモーリス・ロジェ（Maurice Roger）によって作られた。別の調香師が香水の知的財産権を主張したため論争が起こり、フランスの破毀院で裁判にかけられた。
デューンは砂丘を意味し、クリスチャン・ディオールの生誕の地である「海と陸が出会う場所」グランヴィルをオマージュしているという。
オークモス、アンバー、ホワイトリリー、ひなげしなどが用いられた香調は新しく、オセアニックフローラルというノート名（en:Note_(perfumery)）が付けられ、その後にブームとなるオゾンノート、マリンノートといった自然派フレグランスのルーツともいえるという。
日本ではデューンは1992年に発売され、国内では初とされるセントストリップ（香りつき広告）を展開した。
1997年にはディオールから男性向けのフランカー（en:Flanker (perfume)）としてデューンプールオム（Dune Pour Homme）が発売された。調香はジャン・ピエール・ベチュアール（Jean-Pierre Bethouart）による。